# Gestas (Pyrénées-Atlantiques)
Gestas település Franciaországban, Pyrénées-Atlantiques megyében. Lakosainak száma 75 fő (2022. január 1.). Gestas Espiute, Montfort, Nabas, Rivehaute és Tabaille-Usquain községekkel határos.

## Népesség
A település népességének változása:
| Lakosok száma | 65   | 63   | 67   | 70   | 73   | 75   | 76   | 76   | 75   |
|               | 2013 | 2015 | 2016 | 2017 | 2018 | 2019 | 2020 | 2021 | 2022 |